# The Essential Judas Priest
The Essential Judas Priest is een album met muzikale hoogtepunten van de Britse heavymetalband Judas Priest, uitgebracht in 2006.

## Tracklisting

### Cd 1
1. "Judas Rising"
2. "Breaking the Law"
3. "Hell Bent for Leather"
4. "Diamonds & Rust"
5. "Victim of Changes"
6. "Love Bites"
7. "Heading Out to the Highway"
8. "Ram it Down"
9. "Beyond the Realms of Death"
10. "You've Got Another Thing Comin"
11. "Jawbreaker"
12. "A Touch of Evil"
13. "Delivering the Goods"
14. "United"
15. "Turbo Lover"
16. "Painkiller"
17. "Metal Gods"

### Cd 2
1. "The Hellion"
2. "Electric Eye"
3. "Living After Midnight"
4. "Freewheel Burning"
5. "Exciter"
6. "The Green Manalishi (With the Two Prong Crown)"
7. "Blood Red Skies"
8. "Night Crawler"
9. "Sinner"
10. "Hot Rockin'"
11. "The Sentinel"
12. "Before the Dawn"
13. "Hell Patrol"
14. "The Ripper"
15. "Screaming for Vengeance"
16. "Out in the Cold"
17. "Revolution"